# Shirley Temple
Shirley Temple Black (Santa Mônica, 23 de abril de 1928 — Woodside, 10 de fevereiro de 2014) foi uma atriz, dançarina, cantora e diplomata norte-americana. De 1935 a 1938, Temple foi a atriz mirim de Hollywood com a maior arrecadação em bilheteria. Começou a carreira no cinema em 1932, aos três anos de idade, em uma série de curtas produzidos pela Educational Pictures. Em 1934 participou de Stand Up and Cheer! e então assinou um contrato com a Fox Film e logo fez sucesso com o filme Little Miss Marker depois, alcançou fama internacional com Bright Eyes, um filme projetado especificamente para ela de 1935, ela recebeu um Oscar Juvenil especial por sua contribuição excepcional como artista juvenil em filmes durante o ano de 1934. Sucessos como Curly Top (1935) e Heidi (1937) vieram ano após ano de meados até o fim da década de 1930. Temple capitalizou com mercadorias licenciadas que apresentavam sua imagem; os produtos incluíam bonecas, pratos e roupas. Sua popularidade nas bilheterias foi diminuindo conforme ela chegava à adolescência. Ela apareceu em alguns filmes, de qualidade variável, de meados ao fim de sua adolescência, e se aposentou do cinema em 1950, aos 22 anos de idade.
Em 1958, Temple retornou ao show business com uma série televisiva de adaptações de contos de fadas, a qual durou duas temporadas. No início dos anos 1960, ela fez participações especiais em programas de televisão, e chegou a filmar o piloto de uma sitcom, mas a mesma nunca foi lançada. Posteriormente, fez parte do conselho de grandes empresas e organizações, incluindo a The Walt Disney Company, a Del Monte Foods e a National Wildlife Federation.
Em 1969, ela começou sua carreira diplomática, quando foi nomeada para representar os Estados Unidos em uma sessão da Assembleia Geral das Nações Unidas, onde trabalhou na missão norte-americana, sob comando do embaixador Charles W. Yost. Em 1988, ela publicou sua autobiografia, Child Star.
Temple recebeu inúmeros prêmios e honrarias, incluindo o Prêmio Kennedy e o Prêmio Screen Actors Guild Life Achievement, além de ter sido eleita a 18ª melhor atriz na lista das maiores lendas do cinema americano, feita pelo American Film Institute.

## Primeiros anos

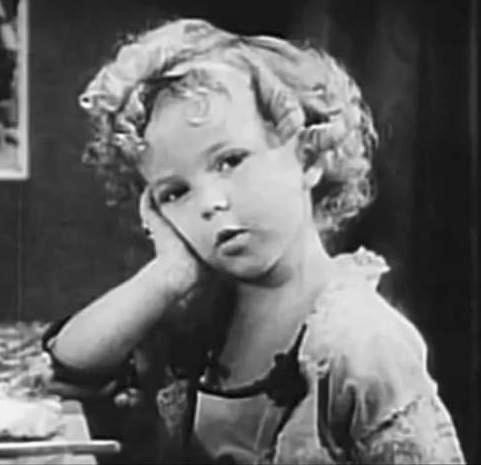
Temple em Glad Rags to Riches (1933)

Shirley Temple nasceu em 23 de abril de 1928, em Santa Mônica, estado da Califórnia, nos Estados Unidos, sendo a terceira criança da dona de casa Gertrude Amelia Temple e do funcionário de banco George Francis Temple. A família era de descendência holandesa, inglesa e alemã. Shirley tinha dois irmãos, John Stanley e George Francis Jr. A família mudou-se para o bairro de Brentwood, na cidade de Los Angeles, na Califórnia.
A mãe de Temple encorajou os talentos de canto, dança e atuação, e em setembro de 1931 a matriculou na Escola de Dança Meglin em Los Angeles. Mais ou menos nessa época, a mãe de Shirley começou a pentear o cabelo da filha em cachos.
Enquanto estava na escola de dança, ela foi vista por Charles Lamont, diretor de elenco da produtora Educational Pictures, e se escondeu atrás do piano do estúdio. Lamont gostou da jovem atriz e convidou-a para uma audição; ele assinou um contrato com ela em 1932. A Educational Pictures iria lançar a série Baby Burlesks, vários curtas-metragens satirizando filmes e acontecimentos políticos recentes, usando crianças pré-escolares em cada papel.
Logo após Baby Burlesks veio Frolics of Youth, com Temple interpretando Mary Lou Rogers, uma jovem de uma família suburbana contemporânea. Para subscrever os custos de produção da Educational Pictures, ela e seus colegas mirins trabalhavam como modelos para cereais matinais e outros produtos. Ela foi emprestada à Tower Productions para um pequeno papel em seu primeiro longa-metragem (The Red-Haired Alibi) em 1932 e, em 1933, à Universal, à Paramount e à Warner Bros., onde interpretou diversos papéis. Após a Educational Pictures declarar falência, em 1933, seu pai conseguiu comprar seu contrato por apenas US$ 25.

## Carreira cinematográfica

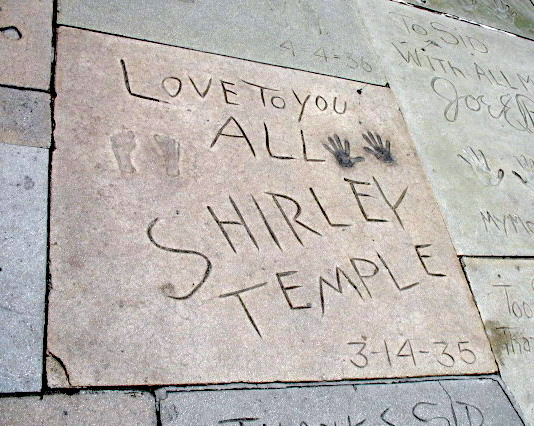
Mãos e pegadas de Temple na Calçada da Fama

O compositor da Fox Film, Jay Gorney, estava saindo de uma exibição do último filme de Frolics of Youth com a participação de Temple quando a viu dançando no saguão do cinema. Reconhecendo-a da tela, ele lhe arranjou um teste de tela para o filme Stand Up and Cheer! (1934), e Temple fez a audição em 7 de dezembro de 1933. Ela ganhou o papel e assinou um contrato de US$ 150 por semana, com duração de duas semanas, com a Fox Film Corporation. O papel foi a grande chance de Temple. Seu charme ficou evidente para os executivos da Fox, e ela foi levada aos escritórios corporativos quase imediatamente depois de terminar Baby Take a Bow, um filme com música e dança que ela fez com o ator James Dunn.
Em 21 de dezembro de 1933, seu contrato foi estendido de duas semanas para um ano, sob o mesmo valor de de US$ 150/semana, com opção de ser estendido por mais sete anos, e sua mãe Gertrude foi contratada por US$ 25/semana, como cabeleireira e personal coach. Lançado em maio de 1934, Stand Up and Cheer! tornou-se o longa-metragem de estreia de Shirley. Em poucos meses, ela tornou-se o símbolo do entretenimento familiar saudável. Em junho, seu sucesso continuou quando ela foi emprestada à Paramount para filmar Little Miss Marker (1934).
Após o sucesso de seus três primeiros filmes, os pais de Shirley perceberam que a filha não recebia dinheiro suficiente. Sua imagem também começou a aparecer em inúmeros produtos comerciais sem sua autorização legal e sem compensação. Para obter o controle sobre o uso corporativo sem licença de sua imagem e negociar com a Fox, os pais de Temple contrataram o advogado Loyd Wright para representá-los. Em 18 de julho de 1934, o salário contratual foi aumentado para US$ 1 000 por semana, e o salário de sua mãe foi aumentado para US$ 250 por semana, com um bônus adicional de US$ 15 000 por cada filme terminado. O contrato original do Temple, de US$ 150 por semana, é equivalente a US$ 2 750, em valores de 2015, ajustado pela inflação. No entanto, o valor econômico de US$ 150 durante a Grande Depressão era o equivalente a US$ 18 500. O subsequente aumento salarial para US$ 1 000 por semana tinha o valor econômico de US$ 123 000, e o bônus de US$ 15 000 por filme (equivalente a US$ 275 000 em valores de 2015) era o equivalente a US$ 1,85 milhão em uma década, quando 25 centavos de dólar podiam comprar uma refeição. Cartas de cessação e desistência foram enviadas a muitas empresas, e o processo foi iniciado para a concessão de licenças corporativas.
Em 28 de dezembro de 1934, Bright Eyes foi lançado. O filme foi o primeiro longa-metragem desenvolvido especificamente para a atriz, e o primeiro em que seu nome apareceu de forma homônima sobre o título. A canção que se tornaria a marca registrada de Temple, "On the Good Ship Lollipop", foi apresentada no filme e foram vendidas 500 000 cópias de sua partitura. Em fevereiro de 1935, Temple tornou-se a primeira estrela mirim a ser homenageada com o Oscar Juvenil, um óscar em miniatura, por suas realizações cinematográficas, e deixou suas pegadas e impressão das mãos na Calçada da Fama, em frente ao Teatro Chinês um mês depois.
Em 1935, a Fox Films se fundiu-se com a Twentieth Century Pictures para tornar-se a 20th Century Fox. O produtor e chefe de estúdio Darryl F. Zanuck concentrou sua atenção e recursos em cultivar o status de superstar de Shirley. Dizia-se que ela era o maior trunfo do estúdio. Dezenove escritores, conhecidos como a Equipe de Desenvolvimento de Histórias de Shirley Temple, fizeram 11 histórias originais e algumas adaptações de clássicos para ela.
Para combinar com seu status de estrela, o também executivo da Fox, Winfield Sheehan, construiu para ela um bangalô de quatro cômodos no estúdio, com um jardim, uma cerca de estacas, uma árvore com um balanço, e uma casinha de coelhos. A parede da sala de estar foi pintada com um mural que a mostrava como uma princesa de conto de fadas, usando uma estrela dourada na cabeça. Sob ordens de Zanuck, ela ganhou um guarda-costas, John Griffith, amigo de infância de Zanuck, e, no final de 1935, Frances "Klammie" Klampt tornou-se sua tutora no estúdio.
A biógrafa Anne Edwards escreveu sobre o tom e o teor dos filmes de Shirley Temple: "Era meados da Depressão, e os esquemas para o cuidado dos necessitados e a regeneração dos caídos proliferavam. Mas todos eles exigiam papeladas intermináveis e filas longas e demoras, e ao final delas um assistente social esgotado lidava com cada pessoa como um número sem rosto. Shirley ofereceu uma solução natural: abrir o coração”.
Edwards apontou que os personagens criados para a pequena atriz mudavam as vidas dos que tinham frio, dos endurecidos e dos criminosos, com resultados positivos. Seus filmes foram vistos como geradores de esperança e otimismo, e o então presidente Franklin D. Roosevelt disse: "É uma coisa esplêndida que, por apenas quinze centavos, um americano possa ir ao cinema e olhar para o rosto sorridente de um bebê e esquecer seus problemas".

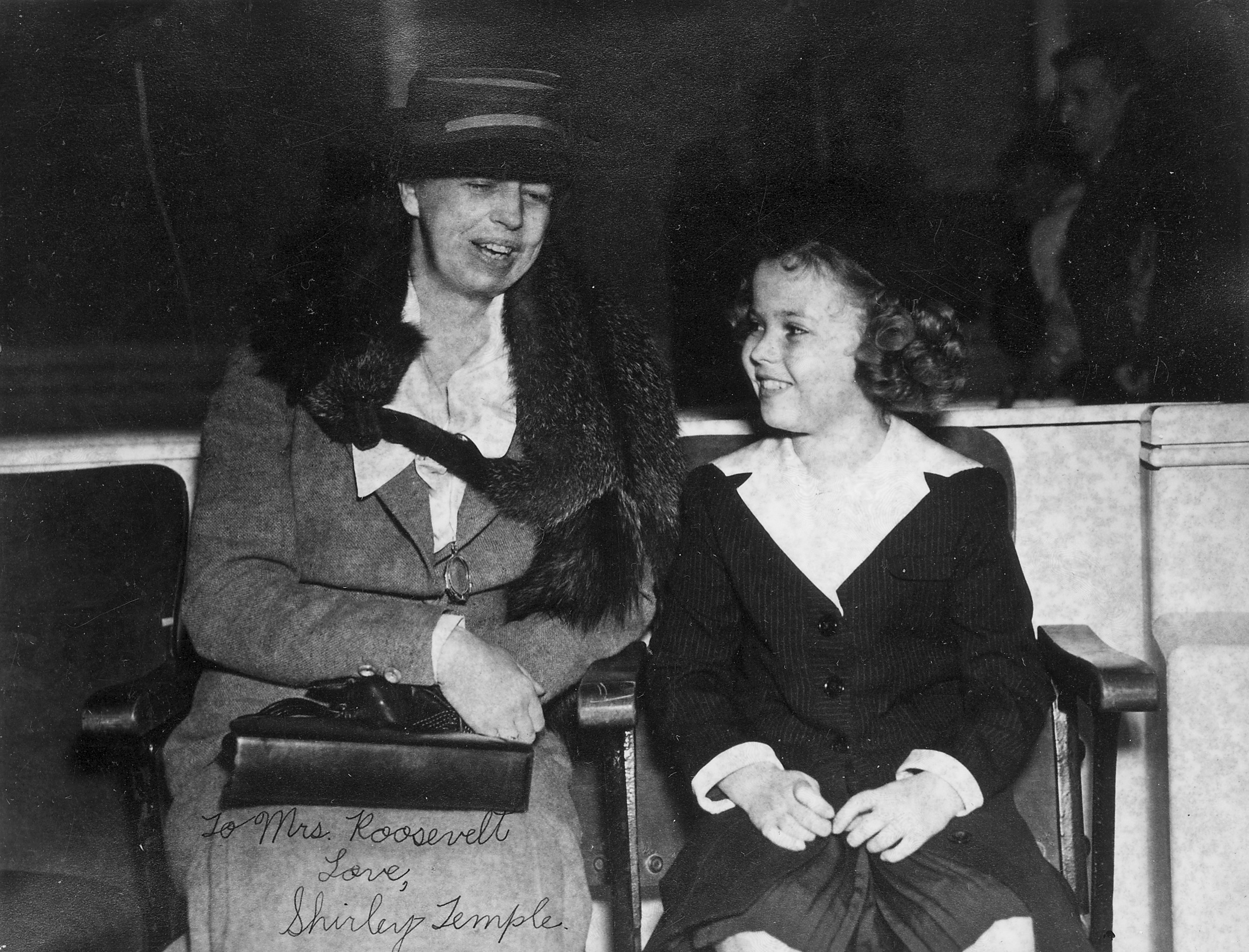
A Primeira-dama dos Estados Unidos, Eleanor Roosevelt, e Shirley Temple, 1938

A maioria dos filmes de Shirley Temple eram feitos com modestos US$ 200 000 ou US$ 300 000 cada, e eram comédias dramáticas com canções e danças, situações sentimentais e melodramáticas, e geravam pouco valor de produção. Os títulos de seus filmes são uma pista da maneira como ela era vendida — Curly Top e Dimples, e seus filmes "menores", como The Little Colonel e The Littlest Rebel. Shirley costumava interpretar uma reparadora, um Cupido precoce, ou a fada boa nesses filmes, reunindo seus pais afastados ou suavizando as rugas nos romances de jovens casais. Elementos dos tradicionais contos de fadas eram entrelaçados em seus filmes: a bondade total triunfando sobre a maldade e o mal, por exemplo, ou a riqueza sobre a pobreza, o casamento sobre o divórcio, ou uma economia em expansão sobre uma economia deprimida. Quando a menina chegou à pré-adolescência, a fórmula foi ligeiramente alterada para encorajar que sua naturalidade, ingenuidade e molecagem aparecessem e brilhassem, enquanto sua inocência infantil, que lhe servira bem aos seis anos de idade, mas era inapropriada para sua adolescência (ou últimos anos de infância), foi atenuada.

### 1935–1937
No contrato que assinaram em julho de 1934, os pais de Shirley concordaram em a filha fazer quatro filmes por ano (em vez dos três que desejavam). Uma sucessão de filmes vieram: The Little Colonel, Our Little Girl, Curly Top (com a canção que seria a marca registrada de Temple "Animal Crackers in My Soup") e The Littlest Rebel, todos lançados em 1935. Curly Top e The Littlest Rebel foram incluídos na lista de maior arrecadação de bilheteria de 1935 da revista norte-americana Variety. Em 1936, Captain January, Poor Little Rich Girl, Dimples e Stowaway foram lançados. 
Com base nos muitos sucessos de Temple, Zanuck aumentou os valores de orçamentos e de produção de seus filmes. No final de 1935, seu salário era de US$ 2.500 por semana. Em 1937, John Ford foi contratado para dirigir o filme em tom de sépia Wee Willie Winkie (o filme favorito de Temple), e um elenco Classe A foi contratado, incluindo Victor McLaglen, C. Aubrey Smith e Cesar Romero. Sets elaborados foram construídos no famoso Iverson Movie Ranch, no bairro de Chatsworth, Los Angeles, para a produção, com uma rocha do rancho eventualmente sendo nomeada de Rocha Shirley Temple.
O filme foi um sucesso comercial e de crítica, mas o crítico/escritor britânico Graham Greene turvou as águas em outubro de 1937, quando criticou o filme, afirmando que Temple exibia "uma simpatia dúbia" que atraía "homens de meia-idade e clérigos":
| “ | Os donos de uma estrela infantil são como arrendatários—sua propriedade diminui em valor a cada ano. A carruagem do tempo está às suas costas; diante deles acres de anonimato. O caso de Miss Shirley Temple, no entanto, tem um interesse peculiar: a infância é seu disfarce, seu apelo é mais secreto e mais adulto. Já há dois anos, ela era uma coisinha simpática (a verdadeira infância, penso eu, sumiu depois do The Littlest Rebel). Em Captain January, ela usava calças com a sugestividade madura de Dietrich: suas nítidas e bem desenvolvidas nádegas rodopiando no sapateado, seus olhos tinham uma simpatia penetrante. Agora em Wee Willie Winkie, usando kilts curtos, ela está completamente insinuante. Assista seu passo arrogante em todo o quartel indiano, ouça o suspiro de expectativa animada de seu público maduro quando palma da mão do sargento é levantada, veja o jeito que ela mede um homem com ágeis olhos de estúdio, com acentuada depravação. Emoções adultas de amor e pesar passam pela máscara da infância, uma infância que é apenas superficial. É inteligente, mas não pode durar. Seus admiradores—homens de meia idade e clérigos—respondem à sua simpatia dúbia, à visão de seu corpinho bem-formado e desejável, repleto de enorme vitalidade, apenas por causa da cortina de segurança da história e do diálogo entre sua inteligência e seu desejo. | ” |

Shirley Temple e a Twentieth Century-Fox processaram o crítico por difamação e ganharam. O acordo permaneceu depositado em um banco inglês até Temple completar 21 anos, quando foi doado para caridade e usado para construir um centro de juventude na Inglaterra.
Heidi foi o único outro filme de Shirley Temple a ser lançado em 1937. No meio da filmagem do filme, a cena do sonho foi adicionada ao roteiro. Houve relatos de que a pequena atriz estava por trás da cena do sonho, e que ela havia entusiasticamente pressionado para que ela fosse incluída no filme, mas em sua autobiografia, ela nega o fato veementemente. Seu contrato não dava a ela nem aos pais nenhum controle criativo sobre os filmes em que ela estrelava. Ela viu isso como o colapso de qualquer tentativa séria do estúdio de construir em cima do papel dramático do filme anterior, Wee Willie Winkie.

### 1938–1940
A Associação de Proprietários de Cinemas Independentes pagou por um anúncio na revista The Hollywood Reporter em maio de 1938, que incluía Temple em uma lista de atores que mereciam seus salários, enquanto a arrecadação de bilheteria de outros (incluindo Katharine Hepburn e Joan Crawford) "era nula".
Naquele ano, Rebecca of Sunnybrook Farm, Little Miss Broadway e Just Around the Corner foram liberados. Os dois últimos foram criticados pelos especialistas, e Just Around The Corner foi o primeiro de seus filmes a mostrar uma queda na venda de ingressos. No ano seguinte, Zanuck comprou os direitos do romance infantil A Little Princess, acreditando que o livro seria um veículo ideal para a menina. Ele deu à produção um orçamento de US$ 1,5 milhão (o dobro do valor de Just Around The Corner) e o escolheu para ser o primeiro filme de Temple em Technicolor. The Little Princess foi um sucesso crítico e comercial de 1939, com a atuação de Shirley em seu auge.
Convencido de que a garota passaria facilmente de estrela mirim à atriz adolescente, Zanuck recusou uma oferta substancial da MGM para ela estrelar como Dorothy em The Wizard of Oz (1939), e a escalou para Susannah of the Mounties (1939), seu último filme a gerar lucro para a Twentieth Century Fox. O filme obteve sucesso, mas como ela fez apenas dois filmes em 1939, em vez de três ou quatro, Shirley caiu do primeiro lugar nas bilheterias em 1938 para a posição de número cinco em 1939.
Em 1939, ela foi o tema da pintura de Salvador Dalí Shirley Temple, O Mais Jovem, Mais Sagrado Monstro do Cinema de Seu Tempo, e apareceu como um personagem animado no episódio The Autograph Hound do desenho animado Pato Donald.
Em 1940, Lester Cowan, um produtor de cinema independente, comprou o conto de F. Scott Fitzgerald, "Babylon Revisited and Other Stories", por US$ 80, o que foi uma barganha. Fitzgerald achava que seus dias de roteirista haviam acabado e, com certa hesitação, aceitou a oferta de Cowan para escrever o roteiro intitulado "Cosmopolitan", baseado no conto. Após terminar o roteiro, Scott foi avisado por Cowan que ele não faria o filme, a menos que Temple estrelasse o papel da jovem Honoria. Fitzgerald se opôs, dizendo que aos 12 anos, agindo como se tivesse 20 anos, a atriz era mundana demais para o papel e prejudicaria a aura da inocência exuberada pelo personagem de Honoria. Depois de conhecer Shirley em julho, Fitzgerald mudou de ideia e tentou persuadir sua mãe a deixá-la estrelar o filme. No entanto, sua mãe se opôs. De qualquer forma, o projeto de Cowan foi arquivado pelo produtor. Posteriormente, Fitzgerald foi creditado pelo uso de sua história original no filme A Última Vez que Vi Paris (1954), estrelado por Elizabeth Taylor.
Em 1940, Shirley estrelou dois fracassos na Twentieth Century Fox – O Pássaro Azul e Young People. Os pais dela compraram o restante do contrato e Temple foi, aos 12 anos, estudar na Westlake Escola de Meninas, uma escola exclusiva, localizada em Los Angeles. No estúdio, o bangalô da menina foi reformado, todos os vestígios de sua ocupação foram expurgados, e a construção voltou a ser um escritório.

### 1941–1950: Aposentadoria
Depois de sua saída da Twentieth Century-Fox, Shirley foi contratada pela MGM para seu retorno; o estúdio fez planos para juntar ela com Judy Garland e Mickey Rooney na série de filmes Andy Hardy. A ideia foi rapidamente abandonada, mas a MGM juntou-a com Garland e Rooney para o musical Babes on Broadway. Temendo que algum dos dois atores pudesse facilmente ofuscar a garota, a MGM a substituiu por Virginia Weidler. Como resultado, seu único filme para a MGM foi Kathleen, de 1941, uma história sobre um adolescente infeliz. O filme não fez sucesso e seu contrato com a MGM foi cancelado com consentimento mútuo. Em 1942 Temple estrelou Miss Annie Rooney, da produtora United Artists, mas o filme não obteve sucesso. A atriz se aposentou dos filmes por quase dois anos, para se concentrar na escola e em outras atividades.
Em 1944, o produtor David O. Selznick assinou um contrato de quatro anos com Shirley Temple. Ela apareceu em dois bem-sucedidos filmes de guerra: Since You Went Away e I'll Be Seeing You, ambos lançados em 1944. Selznick, no entanto, se envolveu romanticamente com a atriz Jennifer Jones, e perdeu o interesse em desenvolver a carreira de Shirley. Temple foi então emprestada a outros estúdios. Kiss and Tell (1945), The Bachelor and the Bobby-Soxer (1947) e Fort Apache (1948) foram seus poucos bons filmes na época.
De acordo com o biógrafo Robert Windeler, seus filmes de 1947–1949 não geraram nem perderam dinheiro, mas "tinham um visual classe B, e atuações indiferentes por parte dela". Selznick sugeriu que ela se mudasse para o exterior, ganhasse maturidade como atriz, e até mudasse seu nome. Ele a alertou que ela estava associada a um único tipo de personagem, e que sua carreira estava em grande perigo. Depois de fazer o teste, e perder, o papel de Peter Pan na peça da Broadway, em agosto de 1950, Temple fez um balanço de sua carreira, e admitiu que seus filmes recentes tinham sido péssimos; e, em 16 de dezembro de 1950, anunciou sua aposentadoria dos filmes.

## Carreira no rádio
Em 1942, Temple teve sua própria série de rádio na rede CBS, chamada Junior Miss, na qual ela interpretava a personagem-título. A série, que teve estreia em 4 de março, foi baseada em histórias da escritora estadunidense Sally Benson. Patrocinada pela P&G, Junior Miss foi dirigida por Gordon Hughes, com David Rose como diretor musical.

## Produtos e patrocínios

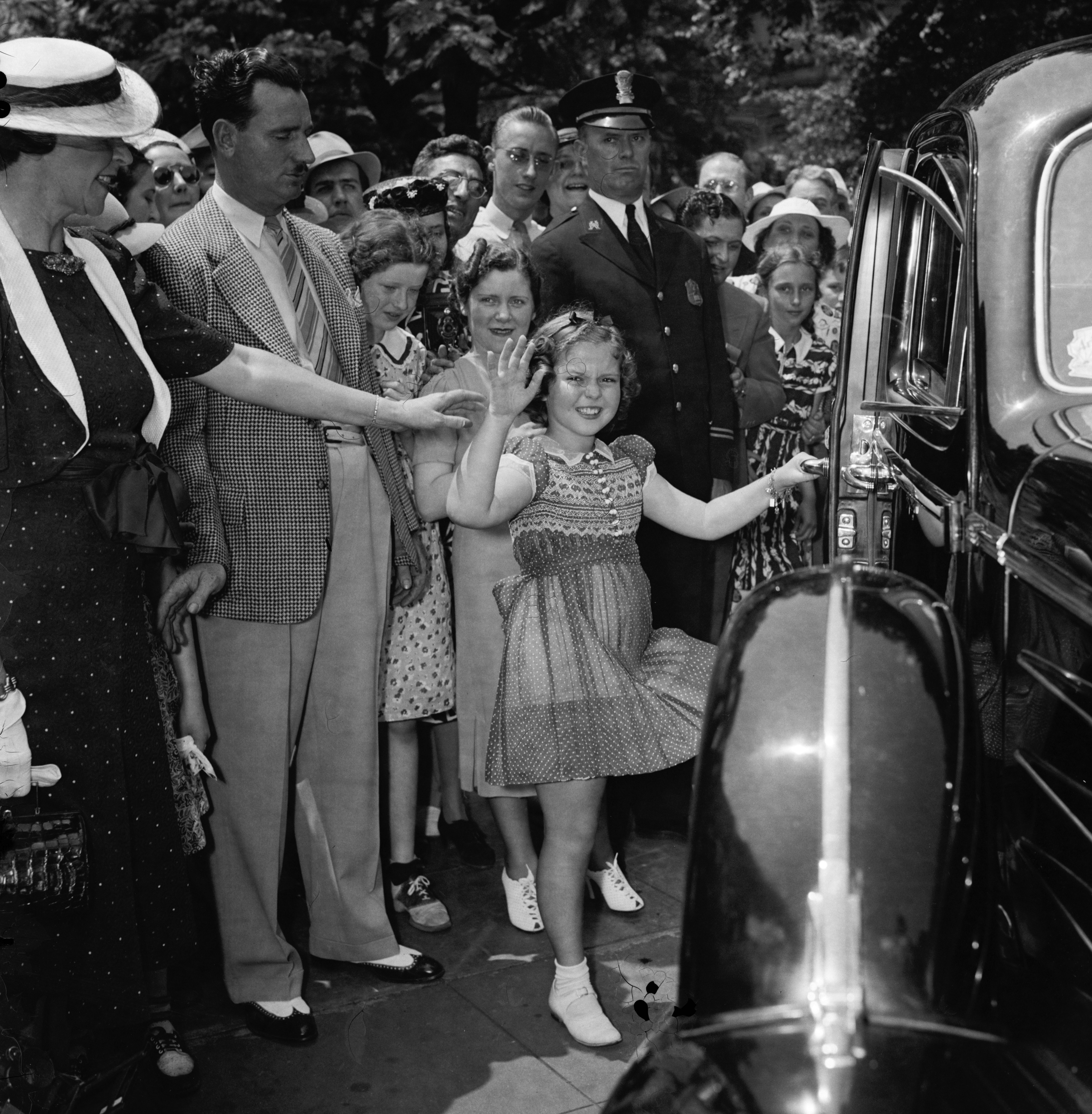
Shirley Temple deixando os escritórios da Casa Branca com sua mãe e seu guarda-costas, John Griffith, 1938

Muitos produtos inspirados em Shirley Temple foram fabricados e lançados durante a década de 1930. A fabricante de brinquedos Ideal Toy and Novelty Company, de Nova Iorque, negociou uma licença para fabricar bonecas, lançando assim a primeira boneca da empresa usando o vestido de bolinhas usado por Temple no filme Stand Up and Cheer! (1934). Até 1941, as bonecas de Shirley Temple faturaram 45 milhões de dólares em vendas. Uma caneca, um jarro e uma tigela de cereais em azul cobalto, com um decalque da pequena atriz, eram dados como brinde junto com a caixa de cereal Wheaties.
Itens bem-sucedidos de Shirley Temple incluíam uma linha de vestidos, acessórios, sabonetes, louças, livros de recortar, partituras, espelhos, blocos de notas, e vários outros itens. Antes de 1935 terminar, a renda da menina com royalties de mercadorias licenciadas ultrapassaria US$ 100 000, o que dobrou sua renda de seus filmes. Em 1936, sua renda de royalties chegou a US$ 200 000. Ela fez comerciais para o Telégrafo Postal, a Farinha Sperry Drifted Snow, a rádio Grunow Teledial, o Trigo Hidratado da Quaker, a empresa General Electric e carros da Packard.

## Mitos e rumores
No auge de sua popularidade, Shirley Temple era frequentemente tema de mitos e rumores, tendo alguns sido propagados pela 20th Century Fox/Fox Films. A Fox também a divulgou como um talento natural, sem treinamento formal de atuação ou dança. Para explicar como ela sabia dançar buck-and-wing, uma forma estilizada de sapateado, ela foi matriculada num curso de duas semanas na Escola de Dança Elisa Ryan.
Alegações falsas circulavam de que Temple não era uma criança, mas uma anã de 30 anos, devido, em parte, ao seu forte físico corpulento. O rumor foi tão prevalente, especialmente na Europa, que o Vaticano enviou o Padre Silvio Massante para investigar se ela era realmente uma criança. O fato de, aparentemente, ela nunca perder nenhum de seus dentes de leite, levou algumas pessoas a concluir que ela tinha todos os seus dentes de adulto. Na verdade, Temple estava perdendo os dentes de leite regularmente durante o período em que trabalhou na 20th Century Fox, mais notavelmente durante a cerimônia na calçada em frente ao Grauman's Theatre, onde ela tirou os sapatos e colocou os pés descalços no cimento para desviar a atenção de próprio rosto. Quando estava atuando em filmes, usava capas e coroas dentárias para esconder as lacunas nos dentes. Outro boato dizia que seus dentes haviam sido preenchidos para fazê-los parecer com dentes de leite.
Um boato sobre o cabelo de Temple, uma de suas marcas registradas, dizia que ela usava uma peruca. Em várias ocasiões, os fãs puxaram seu cabelo para testar o boato. Mais tarde, ela disse que desejava que tudo o que tivesse que fazer fosse usar uma peruca. O processo noturno que ela tinha que aturar para modelar seus cachos era tedioso e cansativo, com enxagues de vinagre semanais que queimavam seus olhos.
Rumores se espalharam de que a cor do cabelo de Temple não era naturalmente loira. Durante as gravações de Rebecca of Sunnybrook Farm, espalhou-se a notícia de que ela iria fazer cenas estendidas sem seus famosos cachos. Durante as gravações, ela também pegou um resfriado, o que a levou a faltar alguns dias de trabalho. Como resultado, surgiu na Grã-Bretanha uma reportagem falsa, dizendo que todo o seu cabelo havia sido cortados.

## Carreira na televisão

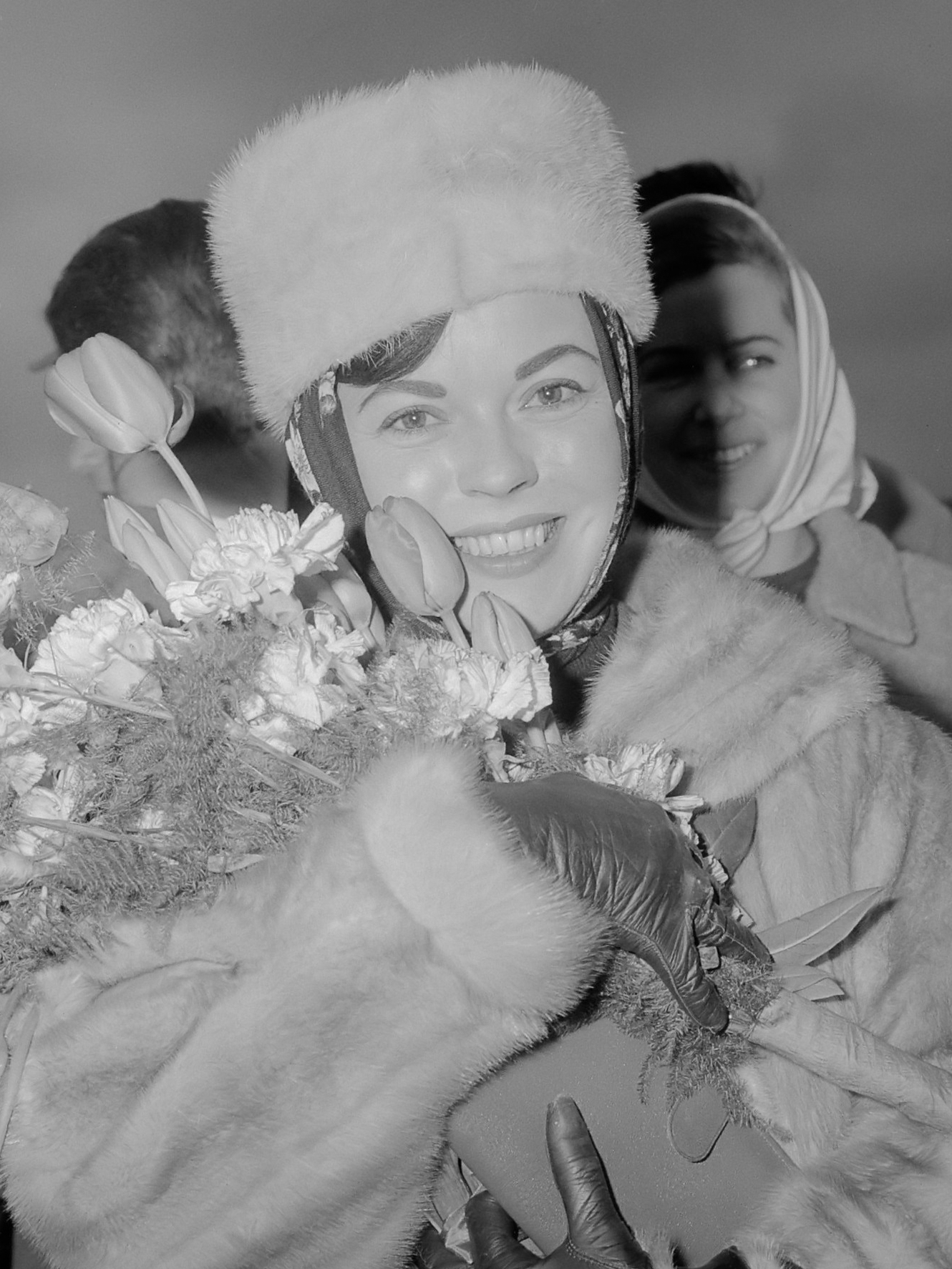
Temple em março de 1965

Entre janeiro de 1958 e setembro de 1961, Temple apresentou e narrou, na NBC, uma bem-sucedida série antológica de contos de fadas, chamada Livro de Histórias de Shirley Temple. Os episódios tinham de uma hora de duração cada, e Temple atuou em três dos dezesseis episódios. O filho de Temple fez sua estreia como ator no episódio de Natal, "Mamãe Gansa". A série foi popular, mas enfrentou problemas. O programa não tinha os efeitos especiais necessários em dramatizações de contos de fadas, os sets eram amadores, e os episódios não eram transmitidos em um horário fixo. O programa foi retrabalhado e lançado em cores em setembro de 1960, em um horário fixo, como The Shirley Temple Show. No entanto, a série enfrentou grande concorrência com as séries Maverick, Lassie, Dennis the Menace, com a transmissão de 1960 do filme The Wizard of Oz (1939), e com a série antológica da Walt Disney, e foi cancelada no final da temporada, em setembro de 1961.
Temple continuou a trabalhar na televisão, fazendo participações nos programas The Red Skelton Show, Cante Junto com Mitch, entre outros. Em janeiro de 1965, ela representou uma assistente social em um piloto chamado Go Fight City Hall, o qual nunca foi lançado.
Em 1999, ela apresentou a premiação do American Film Institute 100 Anos... 100 Estrelas, na rede CBS e, em 2001, atuou como consultora em uma produção televisiva de sua autobiografia Child Star: The Shirley Temple Story, feita pela rede ABC-TV.
Motivada pela popularidade da série Livro de Histórias de Shirley Temple, e das transmissões televisivas de seus filmes, a fabricante de brinquedos Ideal Toy Company lançou uma nova versão da boneca Shirley Temple, e a editora Random House publicou três antológicos contos de fadas com o nome dela. 300 000 bonecas foram vendidas no período de seis meses, e 225 000 livros entre outubro e dezembro de 1958. Outras mercadorias incluíam bolsas e chapéus, livros de colorir, um teatro de brinquedo, e uma recriação do vestido de bolinhas do filme Baby Take a Bow.

## Vida após Hollywood
Temple tornou-se ativa no Partido Republicano da Califórnia. Em 1967, ela concorreu em uma eleição especial do 11º Distrito Congressional da Califórnia, para preencher a vaga deixada por J. Arthur Younger, que permanecera no cargo por oito mandados e morrera de leucemia naquele mesmo ano, mas não obteve sucesso. Ela concorreu na primária aberta como republicana conservadora e ficou em segundo lugar com 34 521 votos (22,44%), atrás do também republicano, e professor de direito, Pete McCloskey, que ficou em primeiro lugar na primária com 52 882 votos (34,37%), e avançou para as eleições gerais com o democrata Roy A. Archibald, que terminou em quarto lugar com 15 069 votos (9,79%), mas avançou como o candidato democrata mais bem colocado. Nas eleições gerais, McCloskey foi eleito com 63 850 votos (57,2%), contra 43 759 votos de Archibald (39,2%). Temple recebeu 3 938 votos (3,53%) como candidata independente.

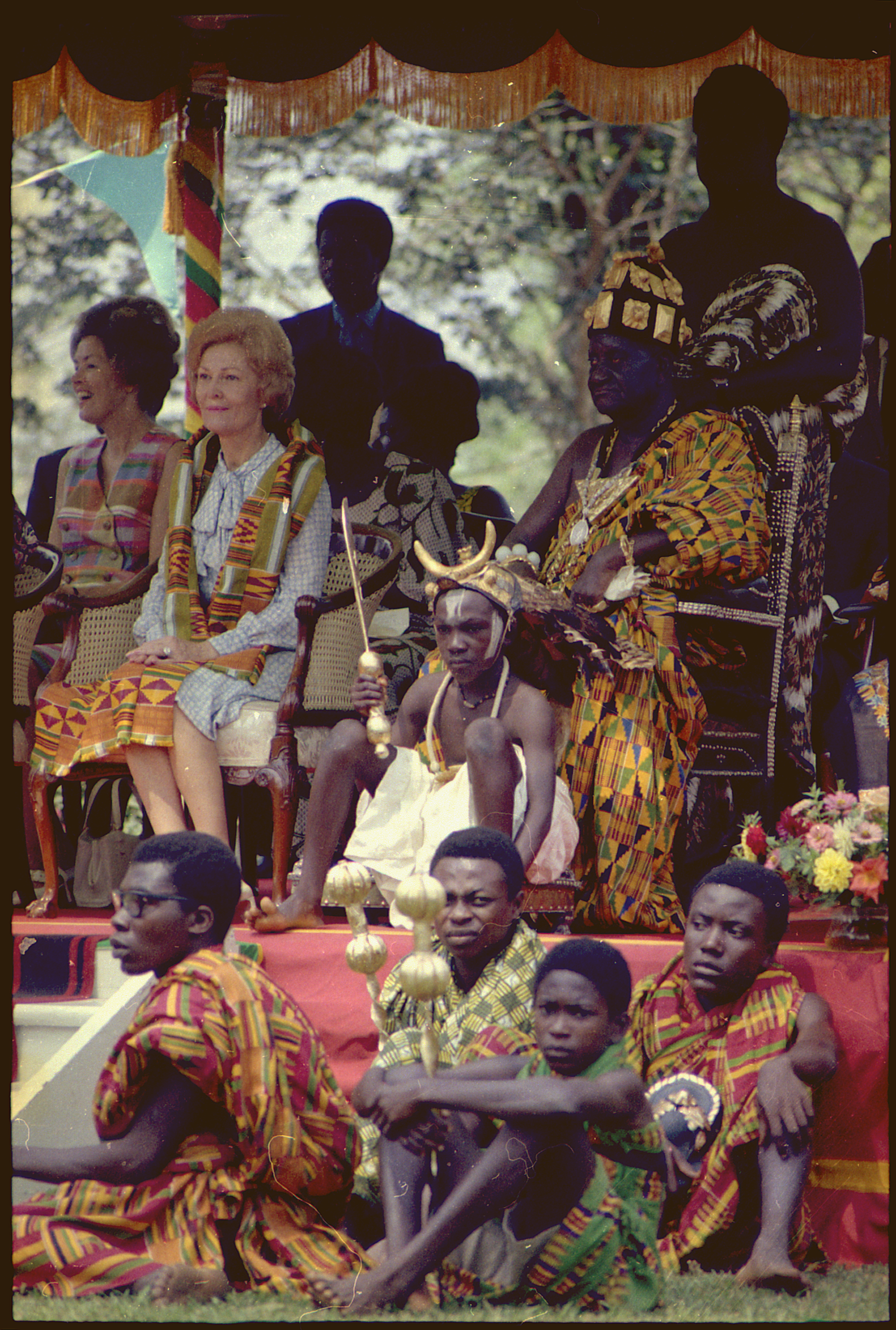
Temple (extrema esquerda) com a primeira-dama dos EUA, Pat Nixon, em Gana, 1972

Temple esteve amplamente envolvida com o Commonwealth Club of California, um fórum de assuntos públicos sediado em São Francisco. Ela discursou em muitas reuniões ao longo dos anos, e foi presidente por um tempo, durante o ano de 1984.
Temple ingressou no Serviço Estrangeiro depois de sua fracassada campanha para o Congresso em 1967, quando Henry Kissinger a ouviu falando sobre o Sudoeste Africano em uma festa. Ele ficou surpreso de ela saber algo sobre o assunto. Temple Foi nomeada uma das delegadas da 24ª Assembleia Geral das Nações Unidas (setembro – dezembro de 1969) pelo presidente Richard M. Nixon; e Embaixadora dos Estados Unidos em Gana (6 de dezembro de 1974 – 13 de julho de 1976) pelo presidente Gerald R. Ford. Ela foi a primeira mulher a ser nomeada Chefe de Protocolo dos Estados Unidos (1 de julho de 1976 – 21 de janeiro de 1977), e ficou encarregada dos preparativos da cerimonia e baile de posse do presidente Jimmy Carter.
Temple serviu como Embaixadora dos Estados Unidos na Checoslováquia (23 de agosto de 1989 – 12 de julho de 1992), tendo sido nomeada pelo presidente George H. W. Bush, e foi a primeira e única mulher a conseguir tal feito. Temple foi testemunha de dois momentos cruciais na história da luta da Checoslováquia contra o comunismo. Ela estava em Praga em agosto de 1968, como representante da Federação Internacional das Sociedades de Esclerose Múltipla e foi se encontrar com o líder do Partido Tchecoslovaco, Alexander Dubček, no mesmo dia em que as forças apoiadas pelos soviéticos invadiram o país. Dubcek caiu em desgraça com os soviéticos depois de uma série de reformas conhecidas como a Primavera de Praga. Temple, que estava confinada em um hotel enquanto os tanques estavam chegando, procurou refúgio no telhado do hotel. Mais tarde, ela relatou que foi dali que ela viu uma mulher desarmada, na rua, ser abatida pelas forças soviéticas, uma imagem que ficou com ela pelo resto de sua vida.
Mais tarde, depois de ter se tornado Embaixadora na Checoslováquia, ela esteve presente na Revolução de Veludo, que provocou o fim do comunismo na Checoslováquia. Temple abertamente simpatizava com dissidentes anticomunistas, e ela era Embaixadora quando os EUA estabeleceram relações diplomáticas formais com o recém-eleito governo liderado por Václav Havel. Ela deu o passo incomum de pessoalmente acompanhar Havel em sua primeira visita oficial a Washington, viajando no mesmo avião.
Temple serviu em conselhos de administração de grandes empresas e organizações tais como The Walt Disney Company, Del Monte Foods, Bank of America, Bank of California, BANCAL Tri-State, Fireman's Fund Insurance, Comissão dos Estados Unidos para a UNESCO, Associação das Nações Unidas e National Wildlife Federation.

## Vida pessoal

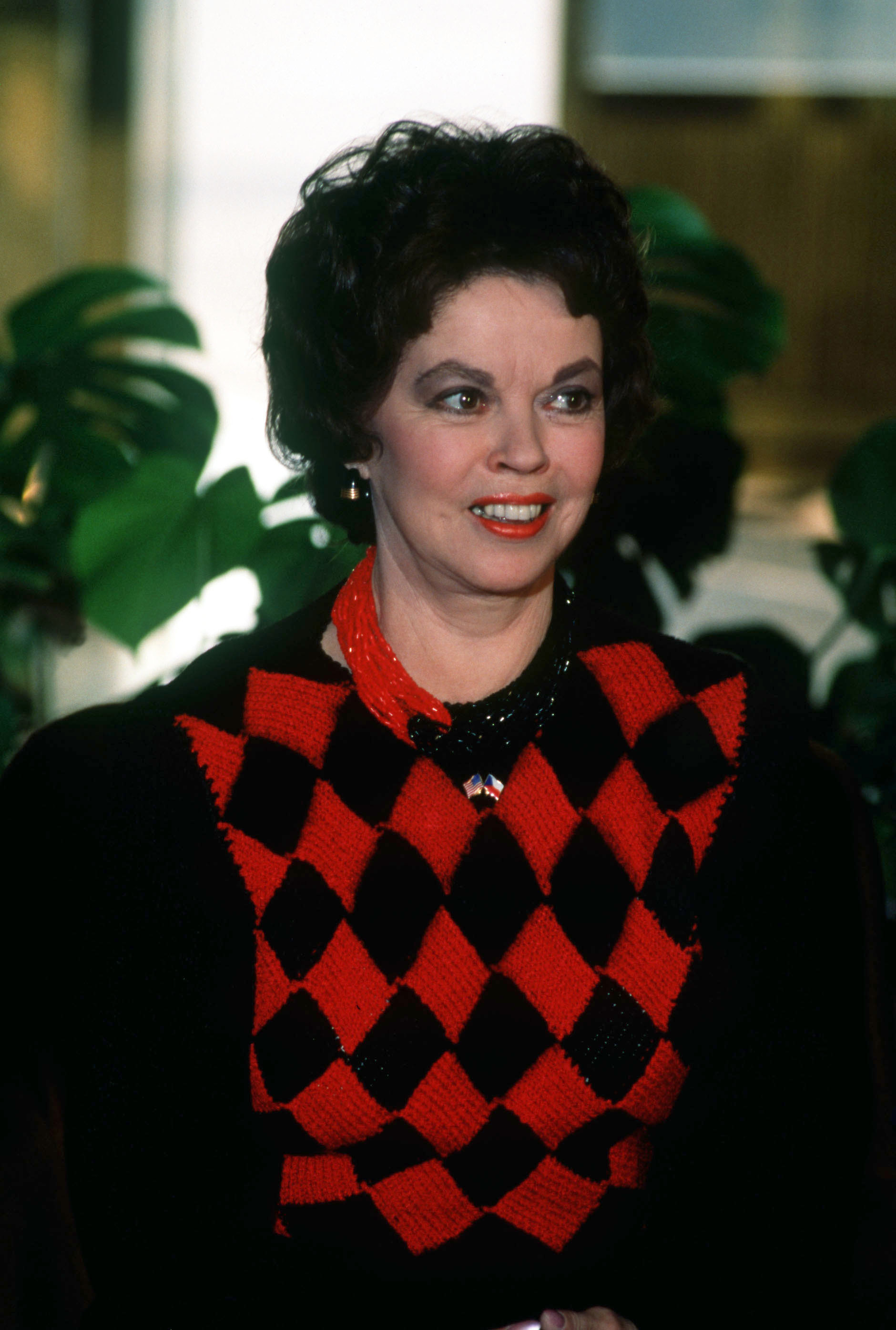
Temple em 1990

Em 1943, Temple, com 15 anos de idade, conheceu John Agar (1921–2002), um sargento do Corpo Aéreo do Exército dos Estados Unidos, instrutor de treinamento físico, e membro de uma família de Chicago, dona de frigoríficos. Ela se casou com ele aos 17 anos de idade, em 19 de setembro de 1945, diante de 500 convidados em uma cerimônia episcopal na Igreja Metodista Wilshire, em Los Angeles. Em 30 de janeiro de 1948, Temple deu à luz a uma filha, Linda Susan. Agar tornou-se ator, e o casal fez dois filmes juntos: Fort Apache (1948) e Adventure in Baltimore (1949). O casamento tornou-se problemático, e Temple se divorciou de Agar em 5 de dezembro de 1949. Ela recebeu a custódia de sua filha, e o divórcio foi finalizado em 5 de dezembro de 1950.
Em janeiro de 1950, Temple conheceu Charles Alden Black, oficial de inteligência da Marinha americana na Segunda Guerra Mundial, condecorado com a Estrela de Prata, que era assistente do Presidente da multinacional agrícola Hawaiian Pineapple Company. Conservador e patrício, ele era filho de James Black, presidente, e depois presidente do conselho, da Pacific Gas and Electric, e, supostamente, um dos jovens mais ricos da Califórnia. Temple e Black se casaram na casa dos pais dele, em Del Monte, na Califórnia, em 16 de dezembro de 1950, diante de um pequeno grupo de familiares e amigos.
A família mudou-se para Washington, D.C., quando Black foi chamado de volta à Marinha, no início da Guerra da Coreia. Em 28 de abril de 1952, Temple deu à luz a seu filho, Charles Alden Black Jr., em Washington. Após o fim da guerra, e a dispensa de Black da Marinha, a família retornou à Califórnia, em maio de 1953. Black tonou-se gerente da emissora de televisão KABC-TV, em Los Angeles, e Temple se tornou dona de casa. A filha do casal, Lori, nasceu em 9 de abril de 1954; e viria a se tornar baixista da banda de rock Melvins.
Em setembro de 1954, Charles Sr. tornou-se diretor de operações comerciais do Instituto de Pesquisa Stanford, e a família mudou-se para a cidade de Atherton, na Califórnia. O casal foi casado por 54 anos, até a morte de Black, em 4 de agosto de 2005, em casa na cidade de Woodside, Califórnia, por complicações de uma doença da medula óssea.

## Luta contra o câncer
Aos 44 anos, em 1972, Temple foi diagnosticada com câncer de mama. O tumor foi removido e uma mastectomia radical modificada foi realizada. Ela anunciou os resultados da operação no rádio e na televisão, e em um artigo de fevereiro de 1973 da revista McCall's.

## Morte
Temple morreu aos 85 anos, em 10 de fevereiro de 2014, em sua casa em Woodside, Califórnia. A causa da morte, de acordo com seu atestado de óbito, divulgado em 3 de março de 2014, foi doença pulmonar obstrutiva crônica (DPOC). Temple foi fumante por toda a vida, mas evitava exibir seu hábito em público porque não queria dar um mau exemplo aos fãs dela.

## Prêmios, honras e legado
Temple recebeu muitos prêmios e honrarias, incluindo um Oscar Juvenil especial, o Life Achievement Award do Centro Americano de Filmes para Crianças, o Prêmio National Board of Review Career Achievement, Prêmio Kennedy, e o Prêmio Screen Actors Guild Life Achievement.
Em 11 de setembro de 2002, uma estátua de bronze, em tamanho natural, de Temple quando criança, feita pelo escultor Nijel Binns, foi erguida na 20th Century Fox.
Em 14 de março de 1935, Shirley deixou suas pegadas e impressões de mãos no cimento úmido, em frente ao Teatro Chinês, em Hollywood. Por três vezes ela foi a grande homenageada do Desfile das Rosas de Ano Novo, em Pasadena, na Califórnia; em 1939, 1989 e 1999. Em 8 de fevereiro de 1960, ela recebeu uma estrela na Calçada da Fama de Hollywood.
Em fevereiro de 1980, Temple foi homenageada pela ONG Freedoms Foundation, localizada em Valley Forge, Pensilvânia, juntamente com o senador norte-americano Jake Garn, o ator James Stewart, o cantor John Denver, e Tom Abraham, um empresário americano que trabalhou com imigrantes que queriam se tornar cidadãos americanos.

## Filmografia
Temple foi atriz e atuou na indústria cinematográfica de 1932 a 1949. Ela também apareceu em diversos curtas-metragens sobre sua vida, e a de vários outros atores com os quais trabalhou ao longo de sua carreira.

### Longas-metragens
| Ano  | Título                           | Título em português                                            | Personagem                       | Notas                              |
| ---- | -------------------------------- | -------------------------------------------------------------- | -------------------------------- | ---------------------------------- |
| 1932 | Red Haired Alibi                 | –                                                              | Gloria Shelton                   | Primeiro filme                     |
| 1933 | Out All Night                    | br: Seu Primeiro Amor                                          | Criança                          | Creditada como Shirley Jane Temple |
| 1933 | To the Last Man                  | br: Rixa Antiga                                                | Mary Stanley                     | Não creditada                      |
| 1934 | Carolina                         | br: Carolina                                                   | Joan Connelly                    | Não creditada                      |
| 1934 | Mandalay                         | br: Capricho Branco pt: Noites do Oriente                      | Betty Shaw                       | Cenas deletadas                    |
| 1934 | As the Earth Turns               | –                                                              | Criança                          | Não creditada                      |
| 1934 | Stand Up and Cheer!              | br: Alegria de Viver pt: Sejamos Optimistas                    | Shirley Dugan                    | –                                  |
| 1934 | Change of Heart                  | br: O Seu Primeiro Amor pt: O Primeiro Amor                    | Shirley (Garota no avião)        | Não creditada                      |
| 1934 | Little Miss Marker               | br: Dada em Penhor pt: Shirley em Penhor                       | Marthy "Marky" Jane              | –                                  |
| 1934 | Now I'll Tell                    | br: Quando New York Dorme                                      | Mary Doran                       | –                                  |
| 1934 | Baby Take a Bow                  | br: A Queridinha da Família pt: A Menina dos Seus Olhos        | Shirley Ellison                  | –                                  |
| 1934 | Now and Forever                  | br: Agora e Sempre pt: Sou Tua para Sempre                     | Penelope "Penny"' Day            | –                                  |
| 1934 | Bright Eyes                      | br: Olhos Encantadores pt: Shirley Aviadora                    | Shirley Blake                    | –                                  |
| 1935 | The Little Colonel               | br: A Mascote do Regimento pt: Shirley, a Mascote do Regimento | Lloyd Sherman                    | –                                  |
| 1935 | Our Little Girl                  | br: A Nossa Garota pt: Shirley, Anjo do Lar                    | Molly Middleton                  | –                                  |
| 1935 | Curly Top                        | br: A Pequena Órfã pt: A Menina dos Caracóis                   | Elizabeth Blair                  | –                                  |
| 1935 | The Littlest Rebel               | br/pt: A Pequena Rebelde                                       | Virginia "Virgie"' Cary          | –                                  |
| 1936 | Captain January                  | br/pt: O Anjo do Farol                                         | Helen "Star" Mason               | –                                  |
| 1936 | Poor Little Rich Girl            | br: Pobre Menina Rica pt: O Soldadinho de Chocolate            | Barbara Barry                    | –                                  |
| 1936 | Dimples                          | br: Princesinha das Ruas pt: A Princesinha da Rua              | Sylvia "Dimples" Dolores Appleby | –                                  |
| 1936 | Stowaway                         | br: Pequena Clandestina pt: A Menina Ching-Ching               | Barbara "Ching-Ching" Stewart    | –                                  |
| 1937 | Wee Willie Winkie                | br: Queridinha do Vovô pt: Shirley, Soldado da Índia           | Priscilla "Winkie" Williams      | –                                  |
| 1937 | Heidi                            | br/pt: Heidi                                                   | Heidi Kramer                     | –                                  |
| 1937 | Ali Baba Goes to Town            | br: Ali Babá é Boa Bola pt: O Herói das Arábias                | Ela mesma                        | Participação não-creditada         |
| 1938 | Rebecca of Sunnybrook Farm       | br: Sonho de Moça pt: A Garota da Rádio                        | Rebecca Winstead                 | –                                  |
| 1938 | Little Miss Broadway             | br: Miss Broadway pt: A Rainha da Alegria                      | Betsy Brown Shea                 | –                                  |
| 1938 | Just Around The Corner           | br: O Anjo da Felicidade pt: Um Sonho Cor-de-Rosa              | Penny Hale                       | –                                  |
| 1939 | The Little Princess              | br/pt: A Princesinha                                           | Sara Crewe                       | –                                  |
| 1939 | Susannah of the Mounties         | br: Suzana pt: Shirley Entre os Índios                         | Susannah "Sue" Sheldon           | –                                  |
| 1940 | The Blue Bird                    | br/pt: O Pássaro Azul                                          | Mytyl                            | –                                  |
| 1940 | Young People                     | br: Mocidade pt: Gente Nova                                    | Wendy Ballantine                 | –                                  |
| 1941 | Kathleen                         | br: Kathleen pt: A Filha Abandonada                            | Kathleen Davis                   | –                                  |
| 1942 | Miss Annie Rooney                | pt: A Pequena Heroína                                          | Anne Rooney                      | –                                  |
| 1944 | Since You Went Away              | br: Desde Que Partiste pt: Desde Que Tu Partiste               | Bridget "Brig" Hilton            | –                                  |
| 1944 | I'll Be Seeing You               | br: Ver-te-ei Outra Vez pt: Com Todo o Meu Coração             | Barbara Marshall                 | –                                  |
| 1945 | Kiss and Tell                    | br: Ninguém Vive Sem Amor pt: Beija-me e Verás                 | Corliss Archer                   | –                                  |
| 1947 | Honeymoon                        | br: Amor de Duas Vidas pt: O Idílio Turbulento                 | Barbara Olmstead                 | –                                  |
| 1947 | The Bachelor and the Bobby-Soxer | br: Solteirão Cobiçado pt: O Solteirão e a Pequena             | Susan                            | –                                  |
| 1947 | That Hagen Girl                  | br: Marcada pela Calúnia                                       | Mary Hagen                       | –                                  |
| 1948 | Fort Apache                      | br: Sangue de Heróis pt: Forte Apache                          | Philadelphia Thursday            | –                                  |
| 1949 | Mr. Belvedere Goes to College    | br: O Gênio Vai para a Escola pt: O Génio no Colégio           | Ellen Baker                      | –                                  |
| 1949 | Adventure in Baltimore           | br: Uma Mulher Contra o Mundo pt: A Menina dos Escândalos      | Dinah Sheldon                    | –                                  |
| 1949 | The Story of Seabiscuit          | br: Têmpera de Vencedora pt: A História de Um Vencedor         | Margaret O'Hara Knowles          | –                                  |
| 1949 | A Kiss for Corliss               | pt: Consequências de um Beijo                                  | Corliss Archer                   | Último papel cinematográfico       |

### Curtas-metragens
A maioria dos filmes em que Temple atuou entre 1932 e 1933 foi produzida como parte da série Baby Burlesks.
| Ano  | Título                  | Personagem              | Notas         |
| ---- | ----------------------- | ----------------------- | ------------- |
| 1932 | Runt Page               | Luu Parsnips            | Não-creditada |
| 1932 | War Babies              | Charmaine               | –             |
| 1932 | The Pie-Covered Wagon   | Shirley                 | –             |
| 1933 | Glad Rags to Riches     | Nell/La Belle Diaperina | –             |
| 1933 | Kid in Hollywood        | Morelegs Sweettrick     | –             |
| 1933 | The Kid's Last Fight    | Shirley                 | –             |
| 1933 | Polly Tix in Washington | Polly Tix               | –             |
| 1933 | Kid 'in' Africa         | Madame Cradlebait       | –             |
| 1933 | Merrily Yours           | Mary Lou Rogers         | –             |

| Ano  | Título                   | Personagem      |
| ---- | ------------------------ | --------------- |
| 1933 | Dora's Dunking Doughnuts | Shirley         |
| 1933 | What's to Do?            | Mary Lou Rogers |
| 1934 | Pardon My Pups           | Mary Lou Rogers |
| 1934 | Managed Money            | Mary Lou Rogers |
| 1934 | The Hollywood Gad-Abou   | Ela mesma       |
| 1942 | Our Girl Shirley         | Ela mesma       |
| 1946 | American Creed           | Ela mesma       |